# スタヴ (スウェーデン)
スタヴ (典: Stav) は、スウェーデンのストックホルム県、エーケレー市にある小さな自治体 (småort) である。人口は135人である。